# Leptepania japonica
Leptepania japonica är en skalbaggsart som först beskrevs av Hayashi 1948.  Leptepania japonica ingår i släktet Leptepania och familjen långhorningar. Inga underarter finns listade i Catalogue of Life.